# Передзубна кістка

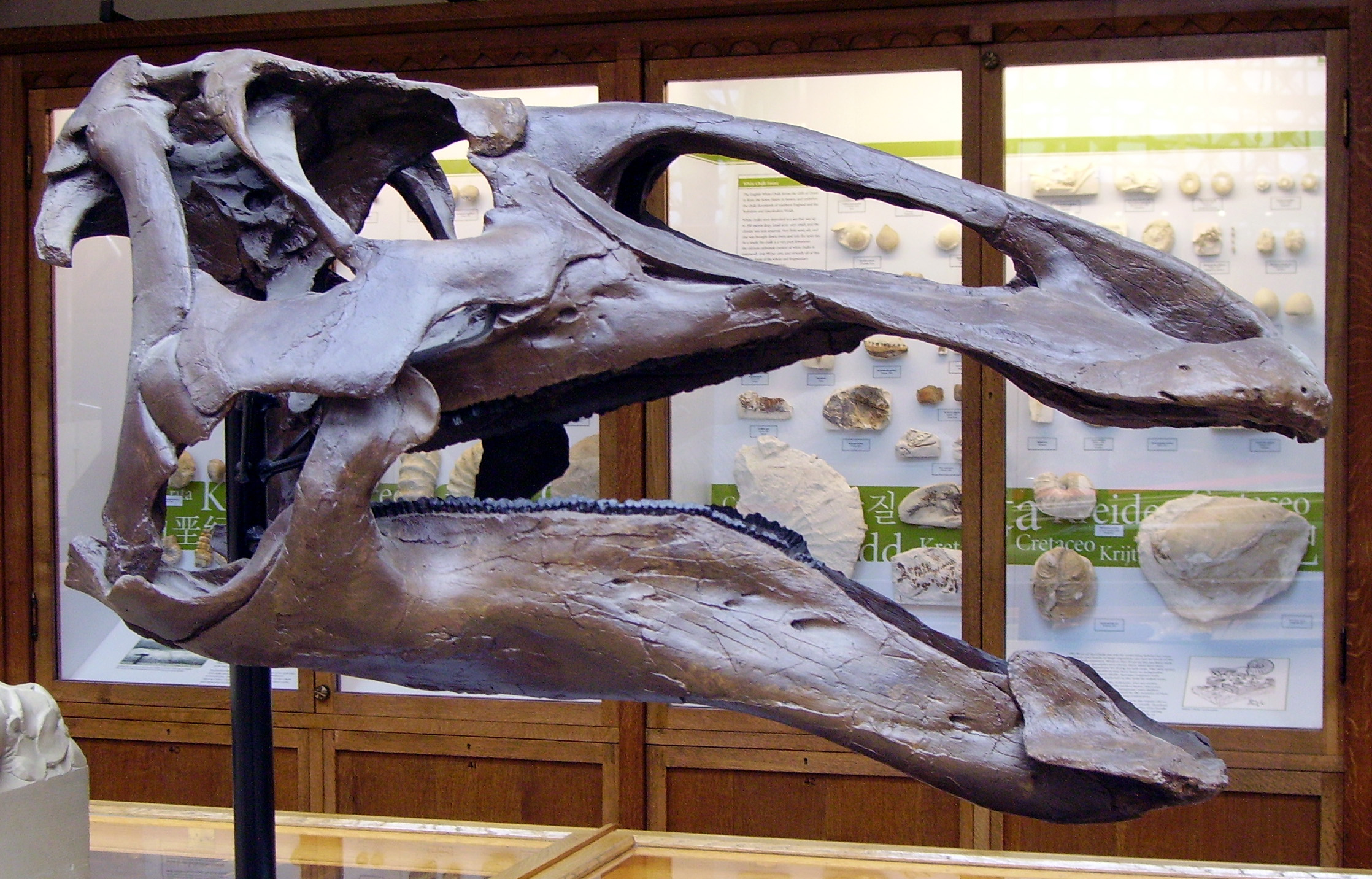
Передзубна кістка Е́дмонтозавра

Передзубна кістка (англ. Predentary) — додаткова кістка спереду нижньої щелепи, яка продовжує зубну кістку (головну кістку нижньої щелепи). Її знайдено лише у викопних птахотазових динозаврів, які були рослиноїдами. Передзубна кістка збігається із передщелепною кісткою у верхній щелепі. Разом вони формують подібний до дзьоба апарат, що використовувався для скубання рослин. У рогатих динозаврів (цератопсів), вона протилежна ростральній кістці.